# Irineu Joffily (político)
Irineu Joffily (Campina Grande, 14 de setembro de 1886 — Brasília, 1964) foi um político brasileiro. Exerceu o mandato de deputado federal constituinte pela Paraíba em 1934 e de interventor federal do Rio Grande do Norte entre 1930 e 1931.
Filho de Irineu Ciciliano Pereira Joffily e de Raquel Olegário de Torres Joffily e frequentou a Faculdade de Direito do Recife até que, em 1913, foi nomeado diretor da Instrução Pública e da Escola Normal. Em 1924, foi eleito deputado estadual, exercendo o cargo parlamentar até 1930.
Em 1930, formou-se o primeiro governo revolucionário na Paraíba e tinha como chefes José Américo de Almeida e Irineu Joffily porém, dias depois Irineu renunciou devido a desentendimentos.

## Vida política
Foi eleito em 1924 como deputado estadual e quatro anos mais tarde recebeu um convite para ser chefe de polícia do governo estadual, comandado por João Pessoa. Porém, Irineu recusou o convite e exerceu seu mandato parlamentar até 1930.

## Vida acadêmica
Irineu Joffily estudou no Colégio Diocesano, na capital paraibana. Estudou o Ensino Médio em Natal, nos colégios Santo Antônio e Ateneu, depois foi para Recife, onde estudou o curso de direito na Faculdade de Direito sendo bacharelou em 1909.